# Chris Rigg
Christopher John Rigg  (Hebburn, 18 juni 2007) is een Engels voetballer die bij voorkeur als centrale middenvelder speelt. Hij staat onder contract bij Sunderland AFC.

## Clubcarrière
Rigg speelde in de jeugd bij Sunderland AFC en debuteerde in januari 2023 tegen Shrewsbury Town. Op 8 augustus 2023 maakte hij zijn eerste treffer in de EFL Cup tegen Crewe Alexandra. Op 2 september 2023 scoorde hij bij zijn competitiedebuut tegen Southampton. Hiermee werd hij de jongste doelpuntenmaker van Sunderland.